# Histoire de Bretagne composée sur les titres & les auteurs originaux
Histoire de Bretagne composée sur les titres & les auteurs originaux est un ouvrage historique publié en 1707, et s'intéressant à l'histoire de la Bretagne. Commencé par Dom Gallois, il est finalement achevé par un autre mauriste Dom Lobineau à la suite de la mort de ce dernier.
Il est soutenu politiquement et financièrement à la fois par la monarchie et par les États de Bretagne.